# Tristria brachyptera
Tristria brachyptera är en insektsart som beskrevs av Bolívar, I. 1912. Tristria brachyptera ingår i släktet Tristria och familjen gräshoppor. Inga underarter finns listade i Catalogue of Life.